# Franzhausen (Gemeinde Nußdorf)
Franzhausen ist eine Ortschaft und eine Katastralgemeinde der Gemeinde Nußdorf ob der Traisen im Bezirk Sankt Pölten-Land in Niederösterreich.

## Geografie
Im Westen des Traisentals gelegen, umfasst der Ort die Weingärten an den Abhängen des Parapluiebergs (320 m) und erstreckt sich beinahe bis zur Traisen hin, wo die Ortschaft Fräuleinmühle und die Neumühle auf dem Gebiet der Katastralgemeinde Franzhausen liegen. Ganz im Nordosten, wo einst die Eisenstegmühle stand, befinden sich heute die Benda-Lutz Werke.

## Geschichte
Beim Ort wurde ein endneolithisches Gräberfeld aus der Zeit zwischen 2900 und 2200 v. Chr.  gefunden. Außerdem entdeckte man die als Franzhausen I und Franzhausen II bezeichneten Nekropolen, die mit über 2000 in Hockerstellung Bestatteten die bislang größten Gräberfelder Mitteleuropas sind. Sie geben trotz starker Plünderung Einblick in das Bestattungsbrauchtum und das Beigabenwesen der Frühbronzezeit. Aus der spätbronzezeitlichen Urnenfelderkultur (1250-800/750 v. Chr.) wurde ein Brandgräberfeld mit über 400 Bestattungen und mehr als 2000 Keramikgefäßen sowie Trachten- und Schmuckstücken aus Bronze freigelegt. 
Nach dem Umbruch 1848 konstituierte sich 1850 die Gemeinde Franzhausen, die sich 1866 mit den Gemeinden Reichersdorf und Nußdorf   vereinigte. Laut Adressbuch von Österreich waren im Jahr 1938 in Franzhausen ein Gastwirt, ein Gemischtwarenhändler, eine Schneiderin und ein Landwirt mit Ab-Hof-Verkauf ansässig. Weiters ist die Blattmetallfabrik von Georg Benda-Lutz angeführt.

## Wirtschaft
In Franzhausen befinden sich, allerdings nahe beim Stadtteil Rittersfeld gelegen, die Benda-Lutz Werke, einer der weltweite führenden Anbieter von Metallpigmenten für die Lack-, Pulver-, Farben- und Plastikindustrie. Weiters wird Aluminiumpulver für das Bauwesen hergestellt.

## Siedlungsentwicklung
Zum Jahreswechsel 1979/1980 befanden sich in der Katastralgemeinde Franzhausen insgesamt 87 Bauflächen mit 26.189 m² und 118 Gärten auf 129.045 m², 1989/1990 gab es 88 Bauflächen. 1999/2000 war die Zahl der Bauflächen auf 148 angewachsen und 2009/2010 bestanden 217 Gebäude auf 420 Bauflächen.

## Bodennutzung
Die Katastralgemeinde ist landwirtschaftlich geprägt. 202 Hektar wurden zum Jahreswechsel 1979/1980 landwirtschaftlich genutzt und es gab kaum forstwirtschaftlich geführte Waldflächen. 1999/2000 wurde auf 193 Hektar Landwirtschaft betrieben und Ende 2018 waren 123 Hektar als landwirtschaftliche Flächen genutzt. Die durchschnittliche Bodenklimazahl von Franzhausen beträgt 57,7 (Stand 2010).

## Sehenswürdigkeiten
- Die Filialkirche Franzhausen ist eine den hll. Philippus und Jakobus geweihte Kirche. Sie wurde im 14. Jahrhundert erstmals erwähnt und steht heute unter Denkmalschutz (Listeneintrag).
- Die Freilehnmühle (auch Fräuleinmühle) geht im Kern auf das 16. Jahrhundert zurück. Die denkmalgeschützte Mühle (Listeneintrag). wurde um 1940 stillgelegt, die Wasserkraft wird jedoch weiterhin zur Stromgewinnung genutzt.